# جيفري شفارتز
جيفري شفارتز (بالإنجليزية: Jeffrey Schwarz)‏ هو مونتير ومخرج أمريكي، ولد في 15 سبتمبر 1969 في نيويورك في الولايات المتحدة.

## وصلات خارجية
- جيفري شفارتز على موقع IMDb (الإنجليزية)
- جيفري شفارتز على موقع ألو سيني (الفرنسية)
- جيفري شفارتز على موقع أول موفي (الإنجليزية)
- جيفري شفارتز على موقع قاعدة بيانات الفيلم (الإنجليزية)
- جيفري شفارتز على موقع كينوبويسك (الروسية)